# 長尾憲景
長尾憲景（1511年—1583年5月23日），日本戰國時代至安土桃山時代的武將。白井長尾家當主。父親是長尾顯忠（總社長尾家）或長尾顯景（高津長尾家）。

## 生平
在永正8年（1511年）出生。成為長尾景誠（白井長尾家）的養子，在景誠死後，因為長野業正的斡旋而成為當主。初名景房，受主君兼關東管領上杉憲政下賜偏諱（「憲」字）而改名為憲景。永祿10年（1567年），在甲斐國的武田信玄侵攻上野國時，失去所領白井，並逃到越後國的上杉謙信（同是長尾氏出身，並成為憲政的養子）之下。此後，跟隨謙信在各地轉戰。元龜3年（1572年），在居城白井城被真田幸隆攻擊時，逃到八崎城。
在這段期間，把家督讓予次男（嫡男）輝景。翌年（1573年），越相同盟結成，因為對上野諸將的影響力輕微而返回白井城。在謙信死後，於御館之亂中，投向上杉景虎並戰敗，此後離開上杉氏，並不知廉恥地轉仕於武田勝賴、瀧川一益、後北條氏。在天正11年4月2日（1583年5月23日）死去。享年72歲。

## 外部連結
- 武家家伝＿白井長尾氏 （页面存档备份，存于）